# Бехова (река)
Бехова или Быхова (укр. Бехова) — левый приток Десны, протекающий по Нежинскому и Корюковскому районам (Черниговская область, Украина); одна из рек, расположенных только в пойме Десны. В верхнем и среднем течении называется Трубин, в среднем течении сменяется название на Луковец. Река трансформировалась в группу озёр, сообщающихся между собой, где крупнейшие — Трубин и Бехова.

## География
Длина — 16 км. Русло реки (отметки уреза воды) в нижнем течении (село Остаповка) находится на высоте 113,1 м над уровнем моря.
Русло сильно-извилистое (меандрированное).
Река берёт начало от ручья Трубин севернее села Ядуты (Борзнянский район). Русло верхнего течения (Трубин — между сёлами Ядуты и Гишовка) шириной 65 м, глубиной 2 м. В нижнем течении (село Остаповка) сообщается с другим притоком Десны Ложь. По правому берегу реки, междуречье Бехова и Десны с множеством стариц, без древостоя кроме берега Десны. Впадает в Десну южнее пгт Макошино (Менский район).
Пойма частично занята лугами, заболоченными участками и лесами. Также широкие участки русла частично зарастают водной и прибрежно-водной растительностью.
Населённые пункты на реке (от истока к устью):
Борзнянский район
1. Ядуты
2. Гришовка

Менский район
1. Остаповка